# Francis Cariffa
Francis Cariffa est un peintre français né le 25 août 1890 à Chambéry et mort le 30 décembre 1975 à Challes-les-Eaux. Il est surtout connu pour ses peintures de montagne.

## Biographie
Francis Cariffa est né à Chambéry le 25 août 1890. Il se destine d’abord au théâtre mais s’oriente finalement vers la peinture après la Grande Guerre, au cours de laquelle il est pilote d’essai et dont il revient avec la Médaille militaire et la Croix de guerre. Il est également décoré de la Légion d’honneur en 1939,. Il vit quelque temps à Montmartre, puis s’installe à Challes-les-Eaux.
En 1940, il fait partie des fondateurs du Groupement savoyard de coordination littéraire, artistique et scientifique qui organise le Salon de Savoie.
Il meurt le 30 décembre 1975 à Challes-les-Eaux.
Son frère aîné, Antoine Cariffa, se destine au théâtre et fait partie de la troupe du Vieux Colombier. Il est tué pendant la Première Guerre mondiale. Sa femme Sonca (1897-1989) et sa fille Tonia (née en 1924) sont également peintres.

## Carrière artistique
D’abord influencé par Joseph-Victor Communal, il trouve ensuite rapidement son propre style. Il peint au couteau et il est un maître reconnu de l’utilisation des couleurs.
Sa première exposition a lieu à la galerie Janin à Chambéry en 1924; puis il expose à Grenoble, Lyon, Saint-Étienne, Nice, Cannes, Menton, Metz, Paris (galeries Simonson, Charpentier, Georges Petit, Bernheim) et également en Belgique, au Maroc et au Canada,.
Il reçoit en 1925 le prix Guy de l’Académie de Savoie qu’il partage avec Louis Germain (1897-1952), un de ses amis également peintre.
Il est membre de la Société savoisienne des beaux-arts, de la Société nationale des beaux-arts et de la Société des peintres de montagne, où il est admis en 1933.
Il a également exposé trois tableaux au Salon de l’école française en 1945 : Orage sur le glacier de la Gurraz (no 122), Fin d’après midi d’hiver (no 123) et Les Bans (Hautes-Alpes) (no 124).

## Œuvres
Artiste auteur de très nombreux tableaux, il a surtout représenté la montagne et la haute montagne, mais également les paysages de Provence et du Maroc. Il est ainsi classé comme peintre orientaliste pour ses tableaux réalisés au Maroc, Marrakech en particulier. Ses tableaux ont été achetés par l’État et la ville de Paris et sont exposés au Musée des beaux-arts de Chambéry.
Son tableau Mont-Blanc, peint en 1935, était exposé dans le salon des Touristes du paquebot Normandie.